# Pterogramma flavifrons
Pterogramma flavifrons är en tvåvingeart som först beskrevs av Arnold Spuler 1924.  Pterogramma flavifrons ingår i släktet Pterogramma och familjen hoppflugor.
Artens utbredningsområde är Virginia. Inga underarter finns listade i Catalogue of Life.